# Албанска епска поезија
Албанска епска поезија је облик епске поезије коју је створио албански народ. Састоји се од дуготрајне усмене традиције која је још увек веома жива. Добар број албанских епских певача данас се могу наћи на Косову и у северној Албанији, а неки и у Црној Гори. Албанско традиционално певање епских стихова по сећању једно је од последњих преживелих те врсте у модерној Европи, и последње преживело балканске традиције.
Албанску епску поезију анализирали су хомерски научници да би боље разумели хомерове епове. Дуга усмена традиција која је одржала албанску епску поезију учвршћује идеју да је предхомерова епска поезија била усмена. Теорија усмено-формулског састава развијана је и кроз научно проучавање албанског епског стиха.
Северноалбанска епска поезија се изводи певањем уз пратњу лахуте или ћифтелија. У оквиру албанске епске поезије Канге Крешникеш чини најважнији херојски неисторијски циклус, док Скендербегове песме чине најважнији историјски циклус.

## Документација
Албанска традиција се преносила усмено кроз генерације. Они су сачувани кроз традиционалне системе памћења који су преживели нетакнути у модерно доба у Албанији, феномен који се објашњава недостатком државотворности код Албанаца и њихових предака – Илира, који су у стању да сачувају своје „племенски“ организовано друштво. То их је разликовало од цивилизација као што су Стари Египат, Минојци и Микенци, који су прошли кроз формирање државе.
Албански митови и легенде записани су још од периода најстаријих албанских књижевних дела (од XV века па надаље),  али је систематско прикупљање албанских обичаја и фолклорне грађе почело тек у XIX веку.

### XIX век
Током XIX века многи страни научници су се заинтересовали за албански фолклор. Први писац који је поменуо албанске херојске песме био је лорд Бајрон у свом Ходочашћу Чајлд Харолда (1812–1818). Вук Караџић је 1830. године забележио од Довице Обадовића из Ђураковца код Пећи 12 албанских песама и једну загонетку за Јернеја Копитара. Ова збирка представља један од најранијих писаних записа о албанском усменом стиху са Косова. Комплетну збирку је први објавио Норберт Јокл. Чини се да су изводи песама ове збирке засновани на историјским или легендарним догађајима. Збирка садржи јуначке и лирске песме, укључујући и јадиковке.
Национална свест Албанаца је вероватно била извор мотивације за снимање песама. У касном XIX веку, романтизам у Европи, а посебно у источној Европи, покренуо је жељу за неговањем и учвршћивањем националних културних идентитета. Тако је албанском епском стиху придаван значај због културне историје који садржи. Када је у Италији преовладало интересовање за фолклор, писци Арбереше су међу првима искористили прилику да обзнане своју културу и фолклор. Винћенцо Дорса је 1847. објавио у Напуљу Su gli Albanesi, ricerche e pensieri, који садржи три албанске песме преведене на италијански језик. Песме су биле из села Калабрије. Немачки лекар Карл Х. Рајнхолд је био први сакупљач албанских песама у Грчкој, који је снимио албанске народне песме грчко-албанских морнара са острва Порос и Хидра док је био лекар у грчкој морнарици. Објавио је своју збирку у Noctes Pelasgicae (Пелазгијске ноћи, са изразом „Пелазгиц” што значи албански) 1855.
Важан издавач албанског фолклора у Арберешу био је лингвиста Деметрио Камарда, који је у свој Appendice al Saggio di grammatologia comparata (Додатак есеју о упоредној граматици) из 1866. године укључио велики број албанских песама са Сицилије и Калабрије, неколико албанских песама из насеља Албана поем из Грчке. У овој збирци има неколико Арберешевих епских песама. Арбереш писац Ђироламо Де Рада, који је већ у првој половини XIX века био прожет страшћу за своју албанску лозу, почео је да сакупља фолклорни материјал још у раној младости. Де Рада је 1866. објавио збирку Rapsodie di un poema albanese (Рапсодије једне албанске песме), која се састоји од 72 епске песме из колонија Наполитано, са и италијанским преводом. Рапсодије су подељене у три дела: „Gli Albanesi allo stato libero” са 20 песама; „Gli Albanesi in guerra col Turco” са 20 песама; „Gli Albanesi vinti ed in esilio” са 32 песме. Међутим, постоји извесна сумња у потпуну оригиналност ове збирке, пошто је и сам признао да је у њу направио неколико измена.
Подстакнуто збиркама арберешких писаца и странаца, интересовање староседелаца за прикупљање албанског усменог стваралаштва расте са Албанским народним препородом ( Rilindja) у другој половини XIX века. Први албански сакупљач усмених епских песама из уже Албаније био је Зеф Јубани. Од 1848. служио је као преводилац француском конзулу у Скадру Лују Хијацинту Екару, који се веома интересовао за фолклор и одлучио да припреми књигу о усменој традицији северних Албанаца. Путовали су по северним албанским планинама и снимили фолклорни материјал који је објављен у француском преводу у Хекардовој пионирској књизи Histoire et description de la Haute Albanie ou Guégarie (Историја и опис Високе Албаније или Гегарије) из 1858. године. Ова збирка садржи дванаест песама на француском језику, без оригиналног албанског, које су касније изгубљене у поплави која је опустошила град Скадар 13. јануара 1866. године. Јубани је 1871. објавио оригиналне албанске песме са италијанским преводом у збирци Raccolta di canti popolari e rapsodie di poemi albanesi (Збирка албанских народних песама и рапсодија), која представља прву збирку геговских народних песама и прво фолклористичко дело које је објавио Албанац који је живео. Ова збирка садржи и низ песама певаних у Скадру.
Једна од најбољих збирки албанске усмене традиције је Alvaniki melissa – Belietta Sskiypetare ( Албанска пчела ) коју је у Александрији објавио Тими Митко 1878. Митко је саставио и разврстао грађу по жанровима. Најважнији део ове збирке су лирске песме. Садржи 123 јуначке песме, 97 на тоском дијалекту и 26 на албанском гег дијалекту. Они славе битке Албанаца у различитим деловима Османског царства, укључујући херојска дела бегова и сулиотских.

### XX век
Важну збирку албанских епских песама објавио је Мишел Марчиано у Canti popolari albanesi delle colonie d'Italia 1908. године. Песме ових збирки задржавају управо оригинални облик какав су пронађене у рукопису из 1737. године. Године 1911. и 1912. објавио је и Canti popolari albanesi della Capitanata e del Molise у Rivista d'Apulia. КД Сотиру је 1909. објавио збирку „Кратке песме и приповетке Албанаца” написану на арванитиском дијалекту села Маркопуло у Атици и острва Спецес. Ђузепе Широ је 1923. објавио изузетну збирку Canti tradizionali ed altri saggi delle colonie albanesi di Sicilia.
Фрањевачки свештеници и научници активни на северним албанским планинама снимили су северноалбанске епске песме у раним деценијама 20. века. Међу најзначајнијим албанским фолклористима били су Стефан Гечов, Бернардин Палај и Донат Курти, који су сакупљали народне песме на својим путовањима кроз планине и писали чланке о фолклору и племенским обичајима Гега. Палај и Курти објавили су 1937 — на 25. годишњицу независности Албаније — најзначајнију збирку албанских епских стихова Kângë kreshnikësh dhe legenda (Песме граничних ратника и легенде), у серији под називом Visaret e Kombit (Благо нације).
Научници са Харварда Милман Пари и Алберт Бејтс Лорд почели су да истражују традиционалне албанске песме, тражећи да открију како су настали хомерски епови. Да би одговорили на то питање, настојали су да расветле и из прве руке проуче постојеће усмене традиције. То их је довело до планинских предела Балкана, где су још увек били рецитатори древних песама. До овог тренутка, документација сваког усменог стиха је рађена ручно. Ручно снимање је довело до тога да је документација урађена на неприродан начин. Лордова изузетна збирка од преко 100 песама која садржи око 25.000 стихова сада је сачувана у колекцији Милман Пари на Универзитету Харвард.

### XXI век
Последњих деценија урађен је значајан обим посла. Предвођени годинама Антоном Четом и Ћемалом Хаџихасанијем, Албанолози су објавили више томова о епици, уз истраживање које су спровели научници као што су Рустем Бериша, Антон Бериша и Зимер Ујкан Незири. До почетка XXI века сакупљено је око пола милиона стихова циклуса Kreshnikësh (број који укључује и варијације песама). Укупно 23 песме које садрже 6.165 стихова из збирке Палај и Курти на енглески су превели Роберт Елси и Џенис Матхи-Хек, који су их 2004. објавили у књизи Песме граничних ратника (Këngë Kreshnikësh). Године 2021. Никола Скалдафери и његови сарадници Виктор Фридман, Џон Колсти и Зимер У. Незири објавили су Дивље песме, слатке песме: Албански еп у збиркама Милмана Парија и Алберта Б. Лорда. Пружајући комплетан каталог албанских текстова и снимака које су прикупили Пари и Лорд са избором од дванаест најистакнутијих песама на албанском, укључујући преводе на енглески, књига представља ауторитативни водич за једну од најважнијих збирки балканске народне епике која постоји.

## Извођење
Данас, албански херојски неисторијски циклус и даље певају старији мушкарци звани лахутари, који певају док свирају на једном жичаном инструменту званом лахута или гусле. Многи лахутари се могу наћи на Косову (где је већина становништва албанска), у северној Албанији, а неки у Црној Гори. Ови људи се сматрају последњим традиционалним, европским певачима епског стиха.
Усмени епови су „традиције извођења“, у основи сложена комуникација емоција, културе и историје која прожима значење више од писаног текста. Због овога, ове песме нису оправдане једноставном транскрипцијом. Производ транскрипције је да песма не може да се изводи до краја, она мора да стане и почне да дозволи транскрибутору да напише оно што чује. Срећом, Пари и Лорд су истраживали у право време и имали подршку правих људи. Радећи истраживање за Харвард, завршио је на Балкану са аудио снимачима, што је олакшало процес снимања епског стиха и дало производ вернији стварном извођењу.

### Пратећи инструменти
Северноалбанска епска поезија се изводи певањем уз пратњу лахуте или ћифтелије.
Лахута је једножични музички инструмент са дугим вратом и телом овалног облика. Састоји се од звучне кутије од резбареног дрвета (обично јавора јер се сматра најбољим материјалом) прекривеног животињском кожом, и дугог врата који је на врху украшен, најчешће главом козе, овна или коња. Низ Лахуте је направљен од коњске длаке. Инструмент се држи вертикално између колена, са прстима леве руке на врату. Свира се гудалом превученим преко жице која никада није притиснута уз врат, стварајући драматичан и оштар звук, изражајан и тежак за савладавање. У певању, глас прати хармоничан и јединствен звук који производи инструмент.
Ћифтелија је двожични музички инструмент са дугим вратом и овалним телом. Најчешће је штимован на Б 3 и Е 3 (упоредиво са две горње жице гитаре, која је класично штимована као "Е 2 А 2 Д 3 Г 3 Б 3 Е 4 "). Једна жица носи мелодију, друга се обично свира као дрон.

### Горска лаута
Албанску националну епску песму Горска лаута (Lahuta e Malcís) написао је албански католички фратар Ђерђ Фишта и објавио је 1937. Састоји се од 30 песама и преко 17.000 стихова. Песма је инспирисана северноалбанском усменом епском поезијом.

### Стипендија
Албански епски стих је дугогодишња балканска традиција која је, за разлику од већине познатих сличних усмених предања, и данас жива. Албанска народна поезија толико је богата античким мотивима да може да расветли митологију паганских предака Албанаца, као и упоредну митологију старих и нових народа Балкана. Албанска народна поезија такође може допринети решавању хомерских проблема. Посебно је анализирана албанска епска поезија како би се стекло боље разумевање стварања хомерских епова, а дуга оралност која је одржала албанску традицију учвршћује идеју да је предхомерска епска поезија била усмена. Албански епски стих проучаван је да би се развила теорија усмено-формулског састава.
Због албанске језичке баријере, овој традицији недостају значајне међународне учености, превод и признање као важан извор културне историје. Албанска књижевност у целини је недовољно преведена и недовољно проучавана грађа у односу на слична академска подручја. Ово се може приписати неколико великих разлога. Прво, језичка баријера: албански је индоевропски језик, иако није сличан свим другим модерним језицима. Он одржава многе архаичне структуре и његов најближи сродник би били веома древни балтословенски језици. Чини се да су Дачани и Илири блиски рођаци, претходници или преци. Друга препрека проучавању албанске књижевности је њена политичка историја. Под строгом контролом стаљинистичких вођа у другој половини 20. века, Албанија је била ефективно изолована од остатка света. Затворене границе су спречавале аутсајдере и задржавале Албанце који су желели да оду, прекидајући екстерно проучавање, контакте и у великој мери ометали развој суштинске културне размене и истраживања. Незаступљеност Албанаца на светској књижевној сцени није због квалитета, већ због недостатка спољног интереса и тешкоће приступа.

#### Проучаваоци албанске епске поезије који не говоре енглески језик
- Матија Мурко (1861–1952)
- Герхард Геземан (1888–1948)
- Фулвио Кордињано (1887–1952)
- Максимилијан Ламберц (1882–1963)
- Јоесф Матл (1897–1972)
- Алојз Шмаус (1901–1970)
- Максимилијан Браун (1903–1984)
- Валтер Вунш (1908–1991)
- Агнија Васиљевна Десничкаја (1912–1992)[36]

#### Проучаваоци албанске епске поезије на енглеском језику
- Барон Едвард Булвер-Литон (1803–1873)
- Лаза Костић (1841–1910)
- Хектор Манро Чедвик (1870–1947)
- Нора Кершоу Чедвик (1891–1972)
- Милман Пари (1902–1935)
- Кларенс Менинг (1893–1972)
- Алберт Лорд (1912–1991)
- Ен Пенингтон (1934–1981)
- Џон Мајлс Фоли (1947–2012)[36]